# Stampede North American Women's Championship
Lo Stampede North American Women's Championship è stato il titolo della divisione femminile della federazione canadese Stampede Wrestling.

## Storia
Probabilmente fu il titolo principale della divisione fino alla chiusura di Stampede del 1989, storicamente ne restano poche tracce. 

Si potrebbe supporre che tramite l'ultima vittoria documentata di Rhonda Singh (anche conosciuta come Monster Ripper), il suo profilo di vittorie ed il fatto che abbia combattuto anche in Giappone ci sia una continuazione logica all'esistenza di questo titolo e che sia stato unificato o ripresentato con un nuovo nome (IWA World Women's Championship) il quale risulta nascere a Calgary nel 1987.

## Albo d'oro
Le righe verdi vuote indicano che non è nota la storia del titolo in quel periodo.
| Lottatore     | Regni | Data            | Luogo | Note                                         |
| ------------- | ----- | --------------- | ----- | -------------------------------------------- |
| Betty Niccoli | 1     | 22 gennaio 1971 |       | Probabilmente la data della sua istituzione. |
|               |       |                 |       |                                              |
| Jean Antone   | 1     | 19 aprile 1974  |       |                                              |
|               |       |                 |       |                                              |
| Wendi Richter | 1     | Maggio 1983     |       |                                              |
|               |       |                 |       |                                              |
| Rhonda Singh  | 1     | 21 ottobre 1988 |       |                                              |